# Lapte
Lapte est une commune française située à l'est du Velay, dans le département de la Haute-Loire en région Auvergne-Rhône-Alpes.

## Géographie

### Localisation
La commune de Lapte se trouve dans le département de la Haute-Loire, en région Auvergne-Rhône-Alpes.
Elle se situe à 39 km par la route du Puy-en-Velay, préfecture du département, et à 12 km d'Yssingeaux, sous-préfecture
Les communes les plus proches sont : 
Grazac (2,6 km), Les Villettes (6,1 km), Raucoules (6,1 km), Chenereilles (6,5 km), Sainte-Sigolène (6,5 km), Saint-Maurice-de-Lignon (7,5 km), Montfaucon-en-Velay (7,6 km), Saint-Pal-de-Mons (8,1 km).
|              | Sainte-Sigolène | Saint-Pal-de-Mons |
| Grazac       | Lapte           | Raucoules         |
| Saint-Jeures | Chenereilles    | Tence             |

### Climat
Pour des articles plus généraux, voir Climat d'Auvergne-Rhône-Alpes et Climat de la Haute-Loire.
En 2010, le climat de la commune est de type climat des marges montargnardes, selon une étude du Centre national de la recherche scientifique s'appuyant sur une série de données couvrant la période 1971-2000. En 2020, Météo-France publie une typologie des climats de la France métropolitaine dans laquelle la commune est exposée à un climat de montagne ou de marges de montagne et est dans la région climatique Sud-est du Massif Central, caractérisée par une pluviométrie annuelle de 1 000 à 1 500 mm, minimale en été, maximale en automne.
Pour la période 1971-2000, la température annuelle moyenne est de 8,7 °C, avec une amplitude thermique annuelle de 16,3 °C. Le cumul annuel moyen de précipitations est de 931 mm, avec 9,7 jours de précipitations en janvier et 7,2 jours en juillet. Pour la période 1991-2020, la température moyenne annuelle observée sur la station météorologique de Météo-France la plus proche, « Yssingeaux », sur la commune d'Yssingeaux à 9 km à vol d'oiseau, est de 9,2 °C et le cumul annuel moyen de précipitations est de 948,9 mm,. Pour l'avenir, les paramètres climatiques de la commune estimés pour 2050 selon différents scénarios d'émission de gaz à effet de serre sont consultables sur un site dédié publié par Météo-France en novembre 2022.

## Urbanisme

### Typologie
Au 1er janvier 2024, Lapte est catégorisée commune rurale à habitat dispersé, selon la nouvelle grille communale de densité à sept niveaux définie par l'Insee en 2022.
Elle est située hors unité urbaine. Par ailleurs la commune fait partie de l'aire d'attraction d'Yssingeaux, dont elle est une commune de la couronne,. Cette aire, qui regroupe 9 communes, est catégorisée dans les aires de moins de 50 000 habitants,.

### Occupation des sols
L'occupation des sols de la commune, telle qu'elle ressort de la base de données européenne d’occupation biophysique des sols Corine Land Cover (CLC), est marquée par l'importance des territoires agricoles (60,6 % en 2018), une proportion identique à celle de 1990 (60,6 %). La répartition détaillée en 2018 est la suivante : 
prairies (47 %), forêts (35,9 %), zones agricoles hétérogènes (13,6 %), eaux continentales (2,5 %), zones urbanisées (1 %). L'évolution de l’occupation des sols de la commune et de ses infrastructures peut être observée sur les différentes représentations cartographiques du territoire : la carte de Cassini (XVIIIe siècle), la carte d'état-major (1820-1866) et les cartes ou photos aériennes de l'IGN pour la période actuelle (1950 à aujourd'hui).

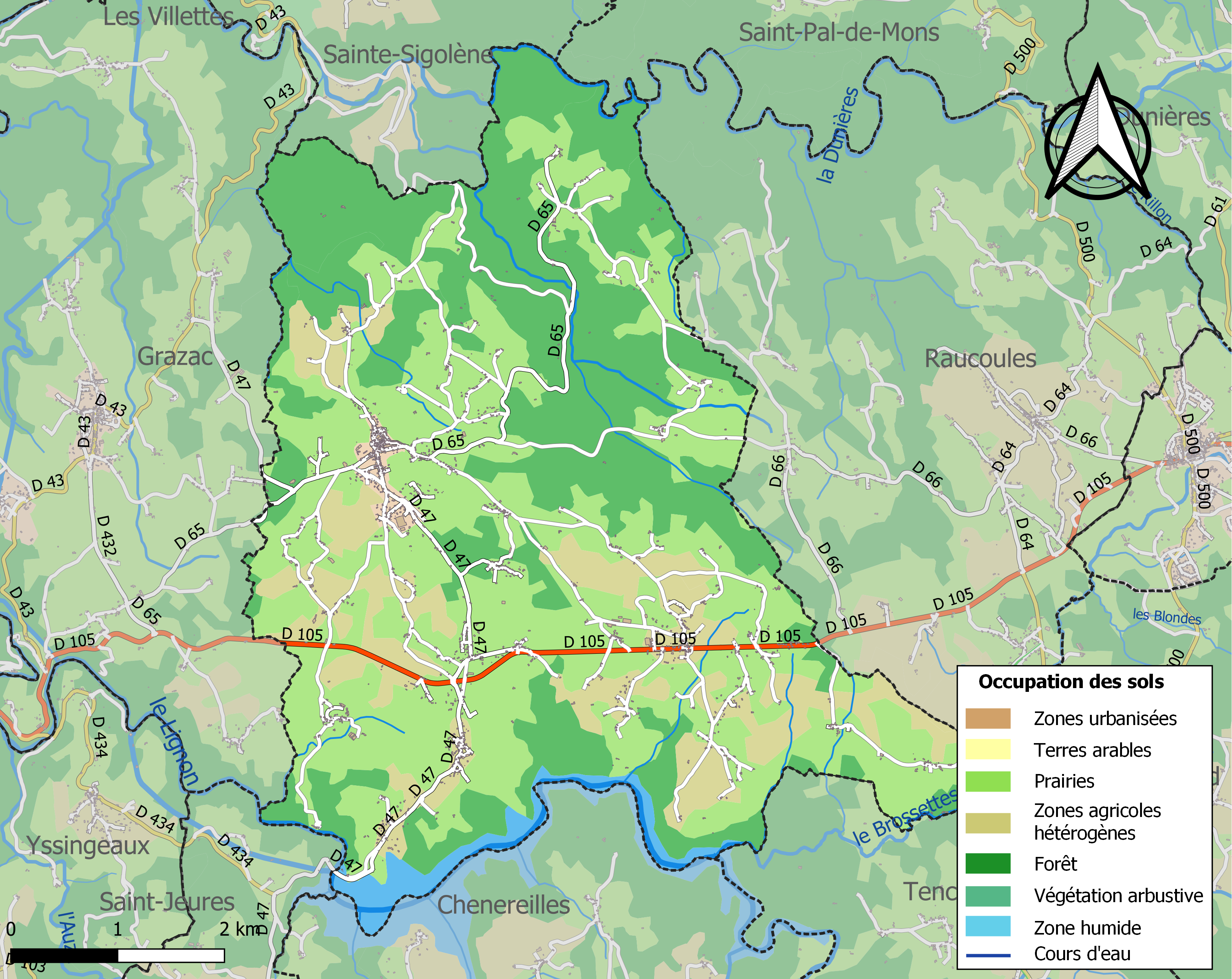
Carte des infrastructures et de l'occupation des sols de la commune en 2018 (CLC).

### Habitat et logement
En 2018, le nombre total de logements dans la commune était de 1 095, alors qu'il était de 1 059 en 2013 et de 979 en 2008.
Parmi ces logements, 67 % étaient des résidences principales, 20,1 % des résidences secondaires et 12,9 % des logements vacants. Ces logements étaient pour 93,2 % d'entre eux des maisons individuelles et pour 6,3 % des appartements.
Le tableau ci-dessous présente la typologie des logements à Lapte en 2018 en comparaison avec celle de la Haute-Loire et de la France entière. Une caractéristique marquante du parc de logements est ainsi une proportion de résidences secondaires et logements occasionnels (20,1 %) supérieure à celle du département (16,1 %) et à celle de la France entière (9,7 %). Concernant le statut d'occupation de ces logements, 80,4 % des habitants de la commune sont propriétaires de leur logement (78,6 % en 2013), contre 70 % pour la Haute-Loire et 57,5 pour la France entière.
| Typologie                                               | Lapte | Haute-Loire | France entière |
| ------------------------------------------------------- | ----- | ----------- | -------------- |
| Résidences principales (en %)                           | 67    | 71,5        | 82,1           |
| Résidences secondaires et logements occasionnels (en %) | 20,1  | 16,1        | 9,7            |
| Logements vacants (en %)                                | 12,9  | 12,4        | 8,2            |

### Voies de communication et transports
Lapte est traversé par la route départementale 65 (RD 65), la route départementale 105 (RD105) qui relie Montfaucon-en-Velay à Yssingeaux et la route départementale 47 (RD47).

## Toponymie
Parochia de Lapte (vers 1021), Lapthe (vers 1100), Labte, Laptus (vers 1100), Lapte (1229), Lapte, de monseigneur du Puy, Lapte de Joieuse (1506), Locus Lattæ (XVIIe siècle), Lapte de Chaste (1720).
Le toponyme Lapte trouve son origine dans le latin lapis alta, qui signifie « pierre haute », en référence à un rocher de 6 mètres de haut autrefois situé au cœur du village.

## Histoire
Selon une légende locale, le site actuel du bourg de Lapte était l'emplacement d'un dolmen (à comprendre dans le sens large de lieu de culte antérieur à la christianisation de la Gaule) dont les pierres auraient été brisées et intégrées dans les fondations de la première église de Lapte. Dédiée à saint Jean Baptiste, cet édifice peut tout à fait avoir été installé pendant les temps tardo-antiques ou mérovingiens.

### Antiquité

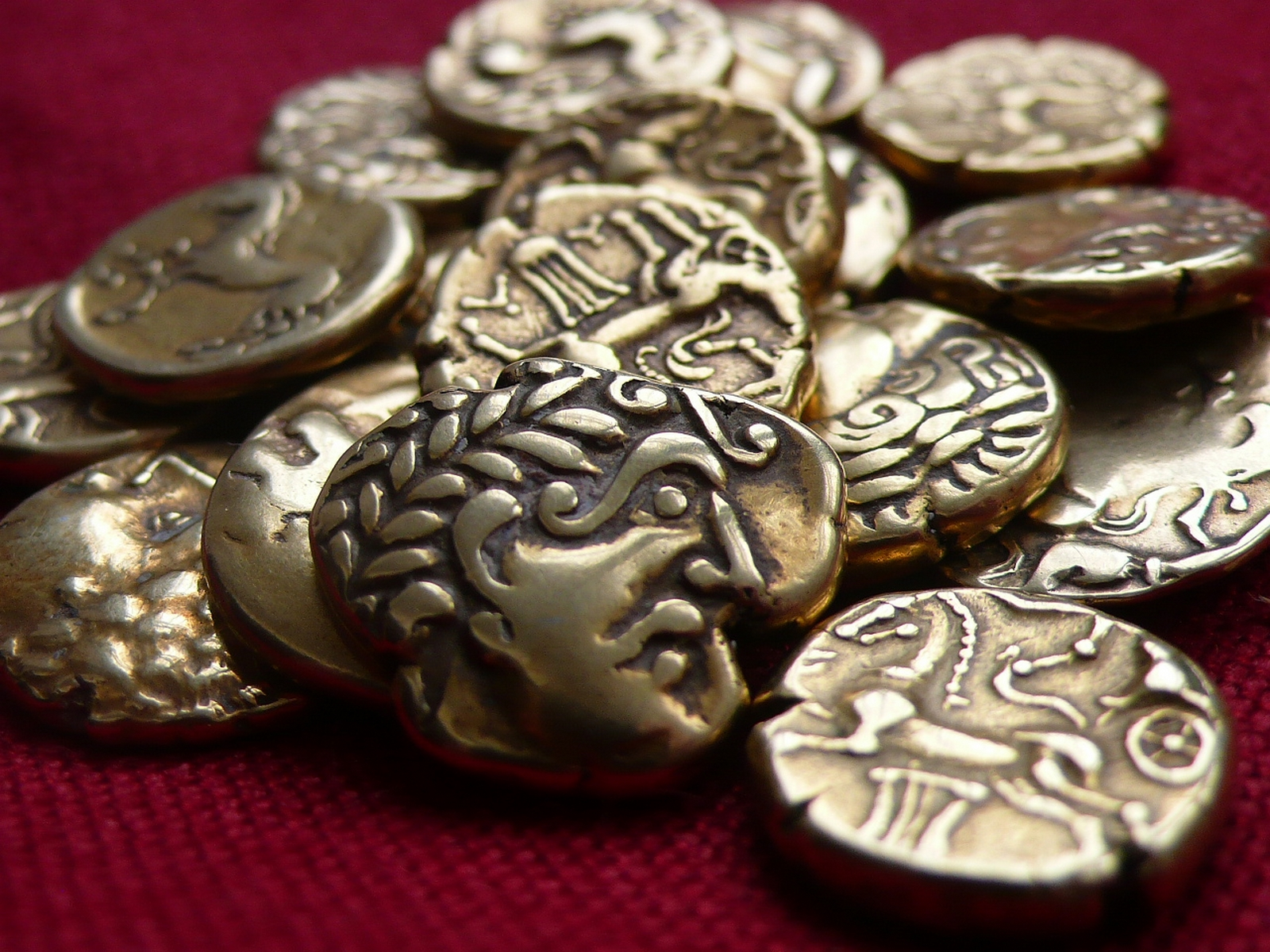
Le trésor de Lapte, au musée Crozatier

Le trésor de Lapte : le 27 janvier 1908 le cultivateur Jean Maisonnial découvre un vase de terre gris rougeâtre brisé qui contient environ 170 statères.
Ce trésor est partiellement dispersé. Il s'agit probablement de pièces arvernes d'une époque proche de celle de Vercingétorix.

### Moyen Âge
La plus ancienne mention connue de Lapte est issue d'une charte du monastère de Chamalières rédigée entre 1021 et 1028, qui relate la donation réalisée alors par dame Godolène et ses deux fils d'un domaine agricole probablement situé dans le secteur du village actuel de La Chaud. On apprend alors que Lapte est le centre d'une paroisse et d'une seigneurie, ce qui veut dire qu'un château et une église existent déjà à cette date à Lapte.
L'évêque du Puy est coseigneur du château de Lapte au moins dès le milieu du XIIIe siècle et dispose sur place d'un grande tour quadrangulaire ainsi que d'un représentant local de son autorité qui prend le titre de bailli. Une famille des seigneurs de Lapte existe entre le XIIe et le XIIIe siècle.

### Temps modernes
En 1789 Lapte est comprise dans la province du Velay, la subdélégation et sénéchaussée du Puy. La paroisse fait alors partie au diocèse du Puy-en-Velay et à l’archiprêtré de Monistrol-sur-Loire.

### Époque contemporaine
La commune est desservie, de 1902 à 1952, par une ligne de chemin de fer secondaire à voie métrique exploitée par les CFD Réseau du Vivarais qui la reliait à Raucoules-Brossettes et Lavoûte-sur-Loire.

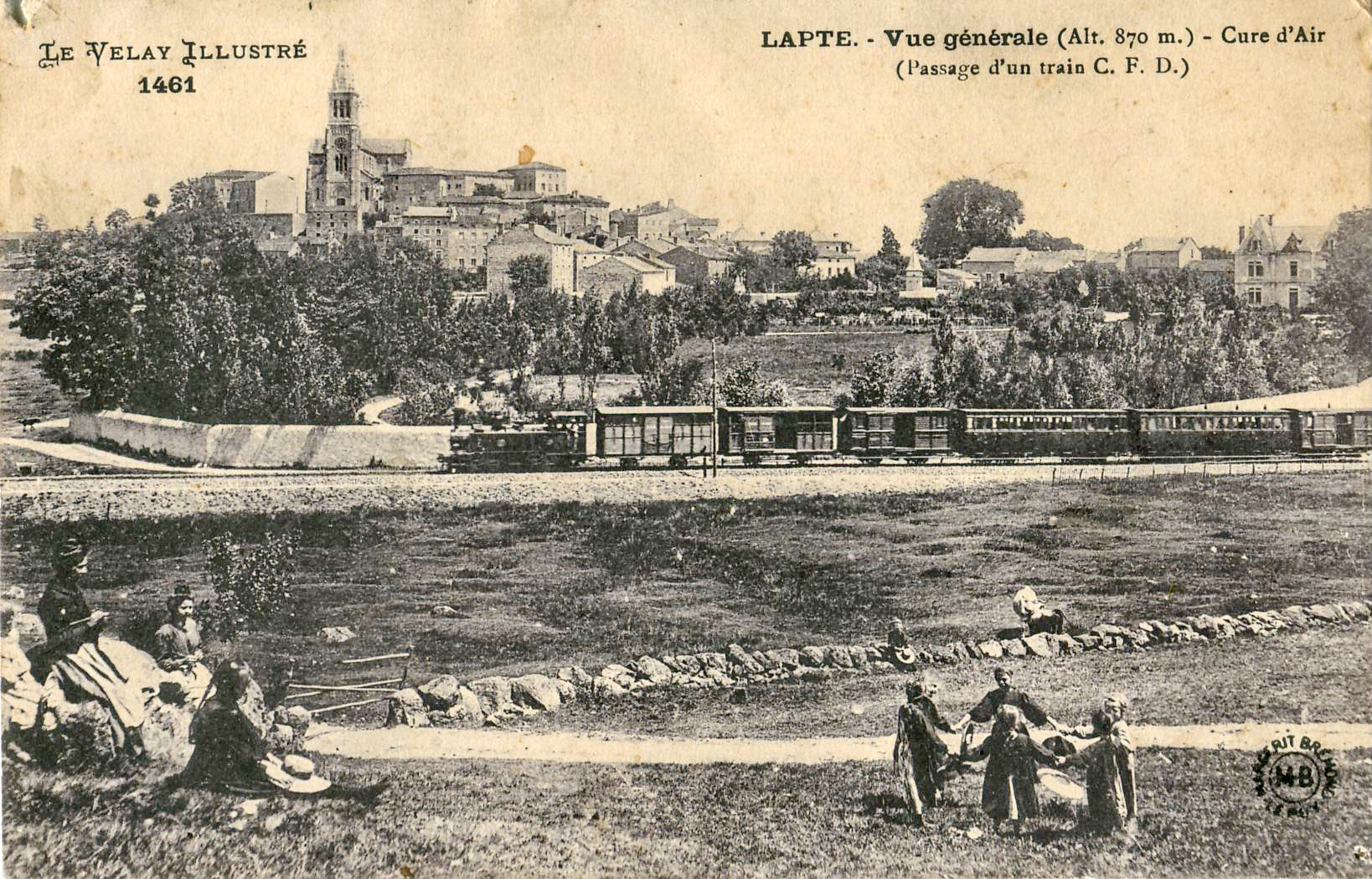
Carte postale ancienne éditée par MB, collection Le Velay Illustré, no 1461. Vue générale et passage d'un train

## Politique et administration

### Découpage territorial
La commune de Lapte est membre de la communauté de communes des Sucs, un établissement public de coopération intercommunale (EPCI) à fiscalité propre créé le 28 juin 1999 dont le siège est à Yssingeaux. Ce dernier est par ailleurs membre d'autres groupements intercommunaux.
Sur le plan administratif, elle est rattachée à l'arrondissement d'Yssingeaux, au département de la Haute-Loire, en tant que circonscription administrative de l'État, et à la région Auvergne-Rhône-Alpes.
Sur le plan électoral, elle dépend du canton d'Yssingeaux pour l'élection des conseillers départementaux, depuis le redécoupage cantonal de 2014 entré en vigueur en 2015, et de la première circonscription de la Haute-Loire  pour les élections législatives, depuis le redécoupage électoral de 1986.

### Tendances politiques et résultats
Lors du premier tour des élections municipales de 2014 en Haute-Loire, la liste SE menée par André Defour obtient la majorité absolue des suffrages exprimés, avec 486 voix (50,41 %, 15 conseillers municipaux élus dontg 2 communautaires), devançant de 8 voix celle, également SE, menée par Jean-Pierre Lacaton (478 voix, 49,58 %, 4 conseillers municipaux élus dont 1 communautaire).
Lors de ce scrutin, 23,52 % des électeurs se sont abstenus. 
Lors du premier tour des élections municipales de 2020 en Haute-Loire, une seule liste se présente, menée par Yohan Fanget, et obtient donc la totalité des 372 suffrages exprimés. Ses 19 membres sont donc élus et 3 d'entre eux sont également élus conseillers communautaires, lors d'un scrutin marque par la pandémie de Covid-19 en France où 62,31 des électeurs se sont abstenus et 30,59 % des votants ont émis un vote blanc ou nul.

### Liste des maires
| Période                                  | Période                    | Identité            | Étiquette | Qualité                                                           |
| ---------------------------------------- | -------------------------- | ------------------- | --------- | ----------------------------------------------------------------- |
| Les données manquantes sont à compléter. |                            |                     |           |                                                                   |
|                                          |                            | Marcel Paillet      |           | Démissionnaire                                                    |
|                                          |                            | Adrien Pons         |           |                                                                   |
| Les données manquantes sont à compléter. |                            |                     |           |                                                                   |
| 2001                                     | 2008                       | Jean Liogier        |           |                                                                   |
| 2008                                     | 2014                       | Louis-Marc Bonnefoy |           |                                                                   |
| 2014                                     | mai 2020                   | André Defour        |           |                                                                   |
| mai 2020                                 | juin 2022,                 | Yohann Fanget       |           | Mandat écourté par la démission d'une partie du conseil municipal |
| juin 2022                                | En cours (au 16 août 2022) | Huguette Liogier    |           |                                                                   |

## Population et société

### Démographie

#### Évolution démographique
L'évolution du nombre d'habitants est connue à travers les recensements de la population effectués dans la commune depuis 1793. Pour les communes de moins de 10 000 habitants, une enquête de recensement portant sur toute la population est réalisée tous les cinq ans, les populations de référence des années intermédiaires étant quant à elles estimées par interpolation ou extrapolation. Pour la commune, le premier recensement exhaustif entrant dans le cadre du nouveau dispositif a été réalisé en 2008.

En 2022, la commune comptait 1 774 habitants, en évolution de +3,74 % par rapport à 2016 (Haute-Loire : +0,36 %, France hors Mayotte : +2,11 %).
| 1793  | 1800  | 1806  | 1821  | 1831  | 1836  | 1841  | 1846  | 1851  |
| ----- | ----- | ----- | ----- | ----- | ----- | ----- | ----- | ----- |
| 2 155 | 1 795 | 2 369 | 2 535 | 2 503 | 2 656 | 2 712 | 2 893 | 3 041 |

| 1856  | 1861  | 1866  | 1872  | 1876  | 1881  | 1886  | 1891  | 1896  |
| ----- | ----- | ----- | ----- | ----- | ----- | ----- | ----- | ----- |
| 3 097 | 3 048 | 3 030 | 2 875 | 2 883 | 2 854 | 2 797 | 2 766 | 2 705 |

| 1901  | 1906  | 1911  | 1921  | 1926  | 1931  | 1936  | 1946  | 1954  |
| ----- | ----- | ----- | ----- | ----- | ----- | ----- | ----- | ----- |
| 2 813 | 3 005 | 3 062 | 2 619 | 2 603 | 2 370 | 2 228 | 1 814 | 1 509 |

| 1962  | 1968  | 1975  | 1982  | 1990  | 1999  | 2006  | 2008  | 2013  |
| ----- | ----- | ----- | ----- | ----- | ----- | ----- | ----- | ----- |
| 1 298 | 1 260 | 1 274 | 1 163 | 1 107 | 1 253 | 1 432 | 1 484 | 1 675 |

| 2018  | 2022  | - | - | - | - | - | - | - |
| ----- | ----- | - | - | - | - | - | - | - |
| 1 721 | 1 774 | - | - | - | - | - | - | - |

#### Pyramide des âges
La population de la commune est relativement jeune.
En 2018, le taux de personnes d'un âge inférieur à 30 ans s'élève à 33,9 %, soit au-dessus de la moyenne départementale (31 %). À l'inverse, le taux de personnes d'âge supérieur à 60 ans est de 27,3 % la même année, alors qu'il est de 31,1 % au niveau départemental.
En 2018, la commune comptait 904 hommes pour 817 femmes, soit un taux de 52,53 % d'hommes, largement supérieur au taux départemental (49,13 %).
Les pyramides des âges de la commune et du département s'établissent comme suit.
| Hommes | Classe d’âge | Femmes |
| ------ | ------------ | ------ |
| 0,4    | 90 ou +      | 0,9    |
| 8,3    | 75-89 ans    | 9,4    |
| 16,9   | 60-74 ans    | 18,7   |
| 21,2   | 45-59 ans    | 19,6   |
| 18,0   | 30-44 ans    | 18,8   |
| 13,7   | 15-29 ans    | 13,1   |
| 21,3   | 0-14 ans     | 19,5   |

| Hommes | Classe d’âge | Femmes |
| ------ | ------------ | ------ |
| 0,9    | 90 ou +      | 2,5    |
| 8,4    | 75-89 ans    | 11,7   |
| 20,4   | 60-74 ans    | 20,5   |
| 21,3   | 45-59 ans    | 20,3   |
| 16,8   | 30-44 ans    | 16,3   |
| 15,2   | 15-29 ans    | 13,2   |
| 17     | 0-14 ans     | 15,6   |

## Économie

### Revenus
En 2018, la commune compte 741 ménages fiscaux, regroupant 1 780 personnes. La médiane du revenu disponible par unité de consommation est de 20 490 € (20 800 € dans le département).
En 2021, la commune compte 757 ménages fiscaux, regroupant 1 770 personnes. La médiane du revenu disponible par unité de consommation est de 21 610 € (22 100 € dans le département).

### Emploi
| Division       | 2008  | 2013  | 2018  |
| -------------- | ----- | ----- | ----- |
| Commune        | 5,3 % | 7,3 % | 6,2 % |
| Département    | 6,3 % | 7,7 % | 7,7 % |
| France entière | 8,3 % | 10 %  | 10 %  |

En 2018, la population âgée de 15 à 64 ans s'élève à 999 personnes, parmi lesquelles on compte 77,2 % d'actifs (71 % ayant un emploi et 6,2 % de chômeurs) et 22,8 % d'inactifs,. Depuis 2008, le taux de chômage communal (au sens du recensement) des 15-64 ans est inférieur à celui de la France et du département.
La commune fait partie de la couronne de l'aire d'attraction d'Yssingeaux, du fait qu'au moins 15 % des actifs travaillent dans le pôle,. Elle compte 193 emplois en 2018, contre 240 en 2013 et 219 en 2008. Le nombre d'actifs ayant un emploi résidant dans la commune est de 712, soit un indicateur de concentration d'emploi de 27,1 % et un taux d'activité parmi les 15 ans ou plus de 56,5 %.
Sur ces 712 actifs de 15 ans ou plus ayant un emploi, 136 travaillent dans la commune, soit 19 % des habitants. Pour se rendre au travail, 92,1 % des habitants utilisent un véhicule personnel ou de fonction à quatre roues, 0,4 % les transports en commun, 2,8 % s'y rendent en deux-roues, à vélo ou à pied et 4,6 % n'ont pas besoin de transport (travail au domicile).

### Activités
Deux tableaux publiés par l'INSEE  synthétisent l'activité économique : le premier décrit le nombre d'établissements existants au 31 décembre 1975, il montre qu'il existe 104 établissements dont 7 ont entre 10 et 19 salariés, aucun n'a une taille plus importante ; le second décrit le nombre de postes salariés existants dans les établissements de la commune. Au total ceux-ci emploient 119 salariés, dont 39 sont dans l'industrie  et 47 appartiennent à l'administration publique, à l'enseignement, à la santé et à l'action sociale.

#### Établissements actifs par secteur d'activité au 31 décembre 2015
|                                                              | Total | %     | 0 salarié | 1 à 9 salarié(s) | 10 à 19 salariés | 20 à 49 salariés | 50 salariés ou plus |
| ------------------------------------------------------------ | ----- | ----- | --------- | ---------------- | ---------------- | ---------------- | ------------------- |
| Ensemble                                                     | 104   | 100,0 | 77        | 23               | 4                | 0                | 0                   |
| Agriculture, sylviculture et pêche                           | 13    | 12,5  | 12        | 1                | 0                | 0                | 0                   |
| Industrie                                                    | 17    | 16,3  | 12        | 4                | 1                | 0                | 0                   |
| Construction                                                 | 15    | 14,4  | 7         | 8                | 0                | 0                | 0                   |
| Commerce, transports, services divers                        | 49    | 47,1  | 40        | 9                | 0                | 0                | 0                   |
| dont commerce et réparation automobile                       | 14    | 13,5  | 12        | 2                | 0                | 0                | 0                   |
| Administration publique, enseignement, santé, action sociale | 10    | 9,6   | 6         | 1                | 3                | 0                | 0                   |

#### Postes salariés par secteur d'activité au 31 décembre 2015
|                                                              | Total | %     | 1 à 9 salarié(s) | 10 à 19 salariés | 20 à 49 salariés | 50 à 99 salariés | 100 salariés ou plus |
| ------------------------------------------------------------ | ----- | ----- | ---------------- | ---------------- | ---------------- | ---------------- | -------------------- |
| Ensemble                                                     | 119   | 100,0 | 58               | 61               | 0                | 0                | 0                    |
| Agriculture, sylviculture et pêche                           | 1     | 0,8   | 1                | 0                | 0                | 0                | 0                    |
| Industrie                                                    | 39    | 32,8  | 20               | 19               | 0                | 0                | 0                    |
| Construction                                                 | 19    | 16,0  | 19               | 0                | 0                | 0                | 0                    |
| Commerce, transports, services divers                        | 13    | 10,9  | 13               | 0                | 0                | 0                | 0                    |
| dont commerce et réparation automobile                       | 2     | 1,7   | 2                | 0                | 0                | 0                | 0                    |
| Administration publique, enseignement, santé, action sociale | 47    | 39,5  | 5                | 42               | 0                | 0                | 0                    |

## Culture locale et patrimoine

### Lieux et monuments

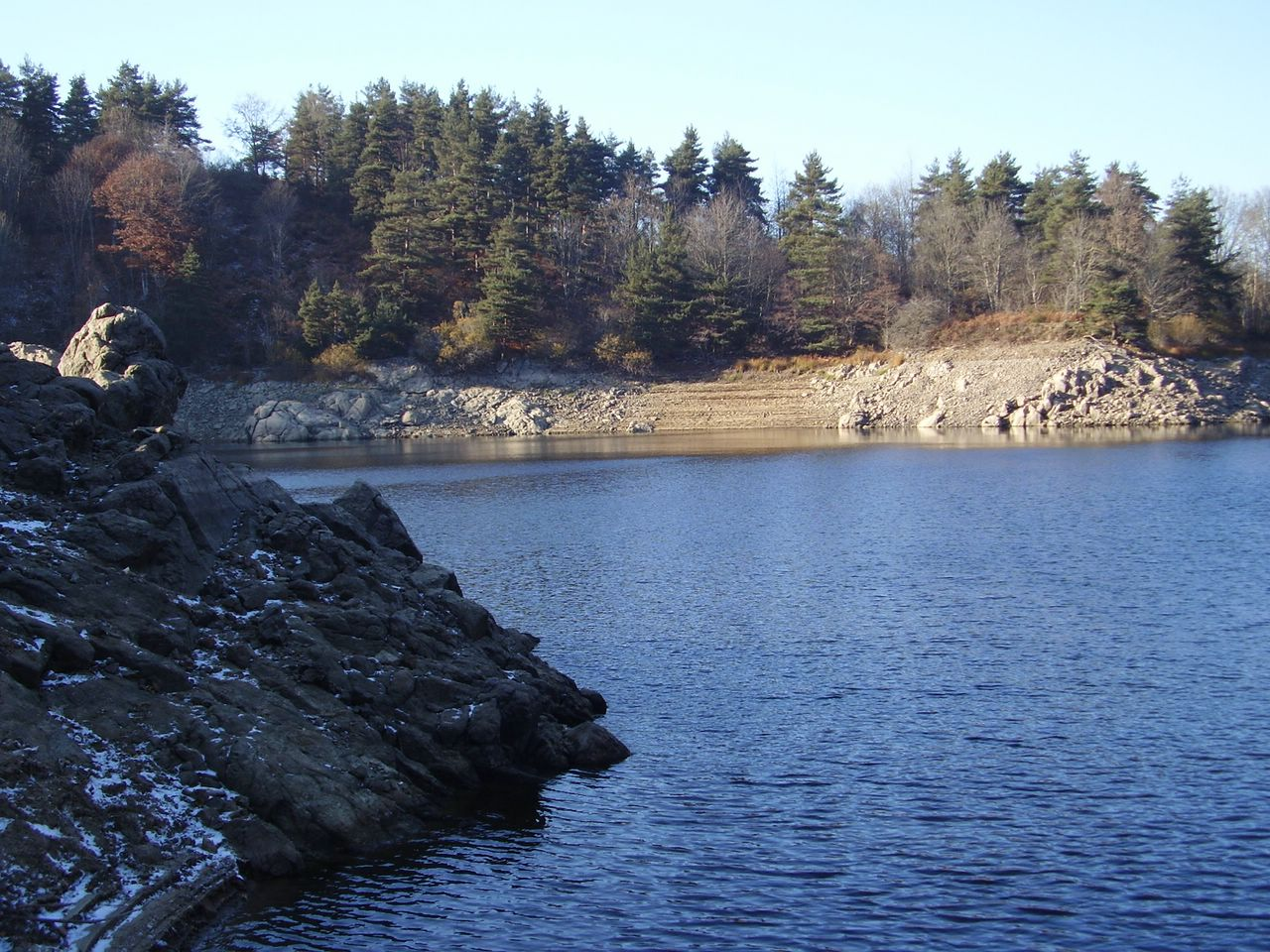
Le lac de Lavalette.

- L'église Saint-Jean et son clocher historique, inscrite au titre des monuments historiques par arrêté du 28 juillet 1998[40].
- Barrage de Lavalette.
- Château de la Rochette.